# TAI Gözcü
Gözcü (с тур. — «Бдительность») — турецкий тактический беспилотный летательный аппарат (БПЛА) малой дальности. Разработчик и производитель — компания Türk Havacılık ve Uzay Sanayii (TAI). Используется вооруженными силами Турции для разведки и наблюдения.

## Общие сведения
Построен из композитного материала, запускается из катапульты и приземляется на парашюте. Gözcü оснащен EO/IR-датчиком и передает видеоизображения в реальном времени на расстоянии до 50 км. Имеет навигацию по маршрутным точкам и автономный полет.
БПЛА с треугольными крыльями и V-образным хвостовым приводом приводится в движение роторным двигателем с толкающим винтом мощностью 38 л.с.
Первый полет дрона состоялся 6 марта 2007 года. Первый полет с камерой - 4 апреля 2007 года. Прототип Gözcü был представлен публике на Международной выставке оборонной промышленности IDEF в мае 2007 года. 
Последующие летные испытания в сентябре 2007 года показали, что БПЛА вначале не мог следить за транспортными средствами на местности, из-за слишком высокой скорости. Разработчики признали, что дроны-разведчики должны летать медленнее. В 2011 году было сообщено, что лётные испытания были успешно завершены.
Gözcü предназначен для наблюдения и разведки в военных операциях против проникновения и деятельности террористов в юго-восточной Турции

## Технические характеристики
Данные из TR Defence

### Общие характеристики
- Длина: 2,45 м
- Размах крыльев: 3,75 м
- Высота: 0,66 м
- Максимальный взлетный вес: 85 кг
- Силовая установка: 1 роторный двигатель 28 кВт

### Летные характеристики
- Максимальная скорость: 170 км / ч (110 миль в час, 92 кн)
- Максимальная дальность полета: 120 мин
- Практический потолок: 3700 м (12100 футов)